# Lachisz (moszaw)
Lakisz (hebr. לכיש) – moszaw położony w samorządzie regionu Lachisz, w Dystrykcie Południowym, w Izraelu.

## Położenie
Leży w Szefeli, w otoczeniu miasta Kirjat Gat, kibuców Bet Guwrin i Galon oraz  moszawów Amacja, Achuzzam, No’am i Sede Mosze.

## Historia
Pierwotnie znajdowało się tutaj starożytne miasto kananejskie Lakisz. Było to jedno z najważniejszych miast w Kanaanie, zniszczone w XII wieku p.n.e. przez Izraelitów. Za czasów zjednoczonego Królestwa Izraela w X wieku p.n.e. miasto zostało odbudowane przez Roboama, który uczynił z niego potężną twierdzę w celu obrony przed najazdami Filistynów i Egipcjan. W Królestwie Judy było najważniejszym miastem po Jerozolimie. W 701 p.n.e. zostało oblężone i zdobyte przez asyryjskiego króla Sennacheryba. W okresie podbojów Nabuchodonozora II (dwa oblężenia Jerozolimy 597-587 p.n.e.), miasto to zostało zdobyte i spalone przez Babilończyków w 586 p.n.e. W okresie hellenistycznym była to niewielka osada o znaczeniu lokalnym, a następnie została opuszczona.
Na przełomie XIX i XX wieku istniała tutaj arabska wioska al-Kubajba (arab. القبية). Podczas I wojny izraelsko-arabskiej w 1948 wioska została zajęta przez wojska egipskie, a następnie 28 października 1948 zajęta przez Izraelczyków. Wioska została całkowicie wyludniona i zniszczona. Większość mieszkańców uciekła do pobliskiej arabskiej wioski al-Dawayima, gdzie 29 października doszło do masakry, w której zginęło około 100 Palestyńczyków.
Współczesny moszaw został założony w 1955 jako rolnicza osada obronna Nahalu. Później została przekształcona w moszaw.

## Kultura i sport
W moszawie jest ośrodek kultury i boisko do piłki nożnej.

## Gospodarka
Gospodarka moszawu opiera się na intensywnym rolnictwie i uprawach winorośli. Lakisz jest na trzecim miejscu w Izraelu pod względem ilości winnic (po Zichron Ja’akow i Binjamina-Giwat Ada).

## Turystyka
Największą tutejszą atrakcją jest Park Narodowy Lakisz obejmujący ruiny starożytnego miasta Lakisz. Okoliczne wzgórza Szefeli stanowią miejsce popularnych wycieczek turystycznych. W moszawie znajduje się park rozrywki „Action Park”.

## Transport
Na zachód od moszawu przebiega autostrada nr 6, brak jednak możliwości bezpośredniego wjazdu na nią. Z moszawu wyjeżdża się na północ na drogę nr 3415, którą jadąc na północny zachód dojeżdża się do drogi ekspresowej nr 35, lub jadąc na południowy wschód dojeżdża się do moszawu Amacja.